# Lettonie aux Jeux olympiques d'hiver de 1936
La Lettonie participe aux Jeux olympiques d'hiver de 1936, qui ont lieu à Garmisch-Partenkirchen en Allemagne. Représenté par 26 athlètes, ce pays prend part aux Jeux d'hiver pour la troisième fois de son histoire et ne remporte pas de médaille. C'est la dernière fois que la Lettonie prend part aux Jeux d'hiver en tant que nation indépendante jusqu'en 1992 ; elle participe entre-temps avec l'Union soviétique.

## Résultats
- Edgars Gruzītis, 43e en combiné nordique